# 5782 Akirafujiwara
5782 Akirafujiwara là một tiểu hành tinh vành đai chính, được phát hiện ngày 7 tháng 1 năm 1991 bởi R.H. McNaught ở Đài thiên văn Siding Spring.